# 속리중학교
속리중학교(俗離中學校)는 충청북도 보은군 속리산면 상판리에 있었던 공립 중학교이다.

## 학교 연혁
- 1964년 3월 5일 : 개교
- 2011년 2월 28일 : 폐교 및 인근 학교와 기숙형 중학교 속리산중학교로 통합[1], 47년만에 폐업